# Dendrophthora serpyllifolia
Dendrophthora serpyllifolia är en sandelträdsväxtart som först beskrevs av August Heinrich Rudolf Grisebach, och fick sitt nu gällande namn av Krug & Urb. och Ignatz Urban. Dendrophthora serpyllifolia ingår i släktet Dendrophthora och familjen sandelträdsväxter. Inga underarter finns listade i Catalogue of Life.